# Tam Tam (rivista)
Tam Tam fu una rivista letteraria di poesia fondata nel 1971 (ma il primo numero uscì nel 1972) da Adriano Spatola e Giulia Niccolai, che coinvolsero nella direzione Valerio Miroglio. L'ultimo numero uscì nel dicembre 1989.

## Storia
La rivista, che ebbe per alcuni anni il sottotitolo esplicativo "rivista di Poesia, apoesia e poesia totale", intendeva aprirsi alle arti visive e performative contemporanee, con uno sguardo all'universo underground. La copertina e la grafica dei primi numeri furono ideate da Giovanni Anceschi. I due fondatori furono affiancati nella redazione e coinvolsero tra gli autori intellettuali, artisti, scrittori e poeti quali  
Guido Almansi, Eric Andersen, Nanni Balestrini, Franco Beltrametti, Julien Blaine, John Cage, Giorgio Celli, Annalisa Cima, Corrado Costa, Milo De Angelis, Giovanni Fontana, Mario Lunetta, Fernanda Pivano, Antonio Porta, Mario Ramous, Gary Snyder, Emilio Villa, Sebastiano Vassalli.